# 绒毛荆芥
绒毛荆芥（学名：Nepeta kokanica）为唇形科荆芥属下的一个种。

## 扩展阅读
- 維基物種上的相關：绒毛荆芥